# Афанасьев, Николай Николаевич
Никола́й Никола́евич Афана́сьев (4 сентября 1893, Одесса — 4 декабря 1966, Париж) — протопресвитер Архиепископии православных церквей русской традиции в Западной Европе Константинопольского патриархата, богослов-экклезиолог, профессор Свято-Сергиевского института в Париже.

## Биография
Родился в городе Одессе 4 сентября 1893 года. Родители — Николай Григорьевич Афанасьев и Прасковья Яковлевна. Отец умер, когда Николай учился в гимназии. Воспитанием его и сестры Зинаиды занимались мать и бабушка Афанасьева.
Из-за болезни закончил гимназию позже — в 1912 (или 1913) году. Поступил на медицинский факультет Новороссийского университета, но через год перевелся на физико-математический. Во время Первой мировой войны в 1914 году был в Ревеле. С 15 ноября 1915 года полгода находился в Одессе в Сергиевском Артиллерийском училище, после которого проходил военную службу на флоте, в Ревельской Береговой Артиллерии.
С 1918 года служил в банке и поступил на Математическое отделение. Во время гражданской войны жил в Одессе, Новороссийске, Севастополе.

### Эмиграция
В ноябре 1920 года Афанасьева эвакуируют из Севастополя в Константинополь, а затем в Королевство сербов, хорватов и словенцев.
В Белграде, весной 1921 года, поступает на только сформированный Богословский факультет Белградского университета. Участвует в Белградском Православном Кружке. Принимает участие в работе Русского студенческого христианского движения (РСХД).
В октябре 1925 года заканчивает факультет, в ноябре венчается в Праге, после чего преподает Закон Божий в женской гимназии в сначала в Штине, затем в Скопье.
Диссертация «Государственная власть на Вселенских соборах» заслужила одобрение профессора Александра Доброклонского. В это время является негласным советником митрополита Варнавы (Росича), впоследствии Патриарха Сербского.
Осенью 1929 года получает стипендию Русской Академической Группы в Белграде для подготовки докторских экзаменов и для дополнения (по желанию Богословского Факультета) диссертации. Диссертация не была защищена и экзамены не были сданы по семейным обстоятельствам.
В марте 1930 года получает стипендию Свято-Сергиевского Богословского Института в Париже и осенью этого же года получает место в Религиозно-Педагогическом Кабинете при Институте, руководимом В. В. Зеньковским. В октябре этого же года, после вступительной лекции, назначается с 1930 по 1931 год в Институт для чтения одной лекции в неделю на тему: источники церковного права.
С 1932 по 1940 год состоит доцентом Свято-Сергиевского Православного Богословского Института в Париже (преподаёт Церковное право и греческий язык). Написал много статей, которые были напечатаны, осталось также много неизданных и незаконченных трудов.
7 января 1940 года митрополитом Евлогием (Георгиевским) был рукоположён в сан диакона, а 8 января — в сан священника. При таинстве рукоположения его водили вокруг престола протоиерей Сергий Булгаков и архимандрит Киприан (Керн).
В 1930 годах принимал участие в работе (РСХД).
С 1934 по 1939 годы часто ездит в лагеря, руководимые А. Е. Матео, и помогает ей в её работе с молодёжью.
С мая 1940 по июнь 1941 года — беженец в город По на юге Франции.
С 18 июля 1941 по август 1947 года служил настоятелем Русского Православного прихода в городе Тунис; впоследствии — настоятелем в храме святого Александра Невского города Бизерта и временами заменяет греческого священника. Приход был рассыпан по всей стране. Большинство прихожан были бывшими офицерами Русского Флота.
С августа 1947 года по осень 1950 года состоял доцентом Свято-Сергиевского богословского института в Париже. В тот же период начинает писать многочисленные труды, главным образом по экклезиологии, изданные и не изданные. Был членом Братства Святой Софии.
2 июля 1950 года защищает диссертацию на тему «Церковь Духа Святого». Оппонентами были епископ Кассиан (Безобразов) и профессор Владимир Вейдле.
С осени 1950 года назначен ординарным профессором Свято-Сергиевского Богословского Института. (Вместо докторских экзаменов делает доклад на тему: «Неудавшийся церковный округ»). В Богословском Институте читает лекции: Церковное право, История церкви (древняя). По церковной истории лекций становится всё больше и больше после отъезда в США протоиерея Александра Шмемана и смерти Антона Карташёва. По воспоминаниям протоиерея Николая Озолина:

В моё время он был нашим самым любимым профессором. Его лекции были более живыми, чем у владыки Кассиана. Он читал каноническое право. А начинал свои лекции так (у него была небольшая, шириной меньше сантиметра, выстриженная «каноническая» бородка): «Господа студенты! Мне поручено читать вам предмет, который обычно называют „каноническое право“, хотя я вам сразу должен сказать, что такое название является недоразумением, потому что самому праву в Церкви места нет. Право проникло в Церковь только тогда, когда оскудела любовь».
В 1952 году кладет начало, вместе с архимандритом Киприаном, литургическим конференциям в Свято-Сергиевском Богословском Институте и участвует в многочисленных экуменических встречах. С 1953 года начинает много печататься по-французски.
Одновременно с педагогической и учёной деятельностью принимает непосредственное участие в церковном управлении Западноевропейского Экзархата русских приходов и потом Архиепископии. Митрополит Владимир (Тихоницкий) назначает его Каноническим Советником Епархиального управления и Председателем Канонической Комиссии в 1952 году. Затем Митрополит Владимир назначает его Председателем Духовного Судебного Присутствия. После получения Граматы Константинопольского Патриарха от 22 ноября 1965 года принимает деятельное участие в оформлении нового канонического положения с авторитетом, который давали ему его исключительные знания Канонического Права.

### Смерть
Скончался 4 декабря 1966 года в Париже. Похороны протопресвитера Николая Афанасьева состоялись в четверг 8 декабря. Отпевание проходило в храме Сергиевского Подворья при ССПБИ. Храм был полон молящихся, служение совершалось на церковно-славянском, греческом и французском. По окончании отпевания гроб с телом почившего пастыря при перезвоне колоколов и пении «Помощник и Покровитель», был обнесен вокруг храма, и тело отбыло в Сент-Женевьев-де-Буа, где было предано земле, после совершения литии на кладбище. Могила протопресвитера Николая Афанасьева находится недалеко от могилы его друга протопресвитера Василия Зеньковского. (Вестник РХД 82. IV-1966.).

### Семья
Жена - Марианна Николаевна Андрусова (1899-1979), дочь геолога, члена-корреспондента РАН Николая Ивановича Андрусова, внучка выдающегося археолога Генриха Шлимана. Сын Анатолий (1930-2014), французский врач.  

## Труды
статьи
- Вселенские соборы (по поводу «Обращения к православным богословам») // Путь. — 1930. — № 25. — С. 81—92
- Две идеи вселенской церкви // Путь. — 1934. — № 45. — С. 16-29
- Народ святой // Православная мысль, № 6. — 1948
- Неудавшийся церковный округ // Православная мысль. — 1953. — 9. — С. 7-30
- Апостол Петр и Римский епископ (По поводу книги О. Кулльманна «Св. Петр») // Православная мысль. — 1955. — 10. — С. 7-32
- А. Карташов. На путях к вселенскому собору // Путь. — 1933. — № 37. — С. 93-97
- Таинства и тайнодействия (Sacramenta et Sacramentalia)// Православная мысль. — 1951. — 8. — С. 17-34
- Ей, гряди, Господи Иисусе! (к проблеме эсхатологии и истории).// Вестник РСХД. — 1966. — № 82. — С. 69-81
- «Мир» в Священном Писании.// Вестник РСХД. — 1967. — № 88. — С. 3-22

книги
- Трапеза Господня. Париж 1952. — 92 с.
- Служение мирян в Церкви. Париж 1955. — 78 с.
- Церковь Духа Святого. Париж: Ymca-press 1971. — 329 с.
- Экклезиология вступления в клир. Киев 1997
- Церковные соборы и их происхождение Свято-Филаретовский Православно-Христианский институт. - М. 2003
- Церковь Божия во Христе : сборник статей / протопресвитер Николай Афанасьев ; [сост.: А. А. Платонов, В. В. Александров] ; Православный Свято-Тихоновский гуманитарный ун-т. – Москва : Изд-во ПСТГУ, 2015. – 699 с. / Евхаристия, основная связь между католиками и православными. 683–685 с. ISBN 978–5-7429–0982–8
- Ива Эдесский и его время. М.: Свято-Филаретовский православно-христианский институт, 2018, 144 с.